# Timor Est ai XXIII Giochi olimpici invernali
Timor Est ha partecipato ai XXIII Giochi olimpici invernali, che si sono svolti dal 9 al 28 febbraio 2018 a PyeongChang, in Corea del Sud, con una delegazione composta da un solo atleta, lo sciatore alpino di origine francese Yohan Goutt Goncalves, che è stato anche il portabandiera.